# La Folle Nuit
Pour plus de détails, voir Fiche technique et Distribution.
La Folle Nuit est un film français réalisé par Robert Bibal, sorti en 1932.

## Fiche technique
- Titre : La Folle Nuit
- Réalisation : Robert Bibal
- Supervision de la réalisation : Léon Poirier
- Scénario : d'après la pièce de Félix Gandéra et André Mouëzy-Eon
- Photographie : Robert Batton et Georges Million
- Décors : Robert-Jules Garnier
- Musique : Marcel Pollet
- Son : Marcel Royné
- Société de production : Les Films Léon Poirier
- Pays d'origine :  France
- Durée : 94 minutes
- Date de sortie : 
  - France : 8 avril 1932

## Distribution
- Marguerite Deval : Mme Maclovie
- Colette Broïdo : Silvérie
- Guy Parzy : Antoine
- Suzanne Bianchetti : Clotilde
- Max-Georges Lafon : Monsieur de Fleurange
- Simone Renant